# Gamle Engelske Kamphøns
Gamle Engelske Kamphøns er en gammel hønserace, der stammer fra England.
Hanen vejer 2,5-2,75 kg og hønen vejer 1,75-2,25 kg. De lægger årligt 170 gullighvide æg à 50-55 gram. Racen findes også i dværgform.

## Farvevariationer
Racen findes i rigtig mange farvevariationer, her er blot et lille udpluk:
- Guldhalset
- Sølvhalset